# Zach Braff
Zachary Israel Braff, detto Zach (South Orange, 6 aprile 1975), è un attore, regista e sceneggiatore statunitense.
È noto principalmente per aver interpretato John Dorian nella serie televisiva Scrubs - Medici ai primi ferri (2001-2009), con il quale si è guadagnato tre candidature ai Golden Globe ed una al Premio Emmy.

## Biografia

### Le origini
Braff nasce a South Orange, nel New Jersey, da una famiglia di origine ebraica. Suo padre è Haal Braff, un avvocato, e sua madre, Anne Braff Brodzinsky, è una psicologa. I suoi genitori divorziano durante la sua infanzia. Il fratello Joshua Braff è scrittore. Già da piccolo, Zach sviluppa una grande passione per la recitazione assistendo alle rappresentazioni del gruppo teatrale di cui faceva parte il padre, tanto che ad 11 anni comincia a frequentare i primi corsi di recitazione e partecipa a dei campi estivi. Si diploma alla Columbia High School a Maplewood, sempre nel New Jersey, dove lavora alla stazione televisiva della scuola, e successivamente si laurea in Cinematografia alla Northwestern University.

### Gli inizi
Nel 1993 appare per la prima volta sul grande schermo nel film di Woody Allen Misterioso omicidio a Manhattan in un modesto ruolo, quello del figlio di Allen e Diane Keaton; la sua parte prevedeva un paio di battute, ma in sede di montaggio furono ridotte al minimo. Nel 1994 ottiene il ruolo principale del film per la televisione My Summer As a Girl prodotto dalla CBS, nel quale è un ragazzo che si finge una ragazza per ottenere un lavoretto estivo.
Nel 1997, mentre è ancora uno studente alla scuola di cinema, gira il cortometraggio di 20 minuti Lionel on a Sunday, poi presentato a diversi festival. L'anno seguente si dedica anche al teatro, ottenendo delle piccole parti in alcune rappresentazioni teatrali di opere di William Shakespeare del Public Theater di New York, tra i quali il Macbeth, nel quale recita al fianco di star come Alec Baldwin e Angela Bassett, e Romeo e Giulietta, nel quale ottiene il ruolo di Romeo. Nel 1999 ha ancora un ruolo modesto in Getting to Know You - Cominciando a conoscerti, film indipendente, nel quale interpreta il fratello protettivo di Heather Matarazzo.
Nel 2000 ottiene il primo ruolo di rilievo nel film Il club dei cuori infranti, che vede protagonisti un gruppo di ragazzi gay di West Hollywood, nel quale Braff interpreta Benji, il più giovane membro del gruppo.
Successivamente ottiene una parte nel cortometraggio The Day After the Love, nel quale interpreta la parte di Jack, un giovane adolescente che cerca disperatamente l'anima gemella.

### Il successo

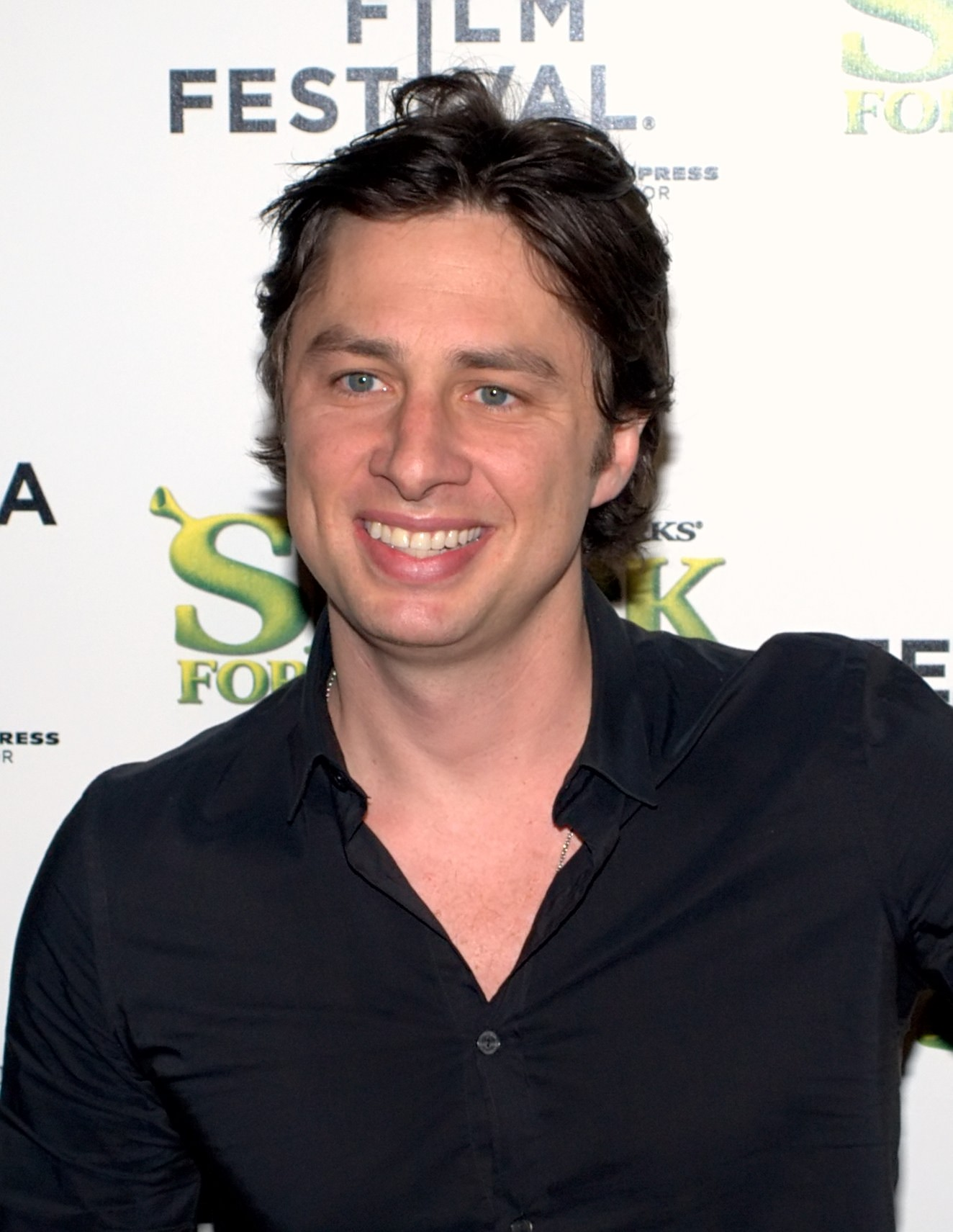
Zach Braff nel 2010

Nel 2001 per Braff arriva il successo e la notorietà internazionale grazie alla serie televisiva comica Scrubs - Medici ai primi ferri, trasmessa dalla NBC, nella quale interpreta J.D., il protagonista della serie. Per la sua interpretazione ha ricevuto 3 candidature come miglior attore ai premi Golden Globe e una agli Emmy Awards.
La consacrazione cinematografica arriva grazie a La mia vita a Garden State (2004), opera prima come regista e sceneggiatore, che Braff interpreta anche, al fianco di Natalie Portman, Ian Holm e Peter Sarsgaard. La pellicola è stata girata in gran parte nel suo stato d'origine, il New Jersey (soprannominato Garden State, letteralmente "stato giardino", per i suoi ampi spazi verdi), in diverse cittadine, come la natia South Orange, Maplewood e Tenafly. Nel febbraio 2005 vince Grammy Award per la colonna sonora di La mia vita a Garden State, da lui stesso assemblata e prodotta.
Sempre nel 2005 doppia il protagonista del primo film d'animazione in 3D della Disney, Chicken Little - Amici per le penne, e cura la regia del video musicale della canzone Chariot di Gavin DeGraw, nel quale appare Donald Faison, interprete nella serie televisiva Scrubs.
Il suo film successivo è The Last Kiss (2006) di Tony Goldwyn, remake statunitense de L'ultimo bacio di Gabriele Muccino, nel quale interpreta il ruolo del protagonista accanto a Rachel Bilson.
In The Ex di Jesse Peretz, è il marito di Amanda Peet; del cast fa parte anche l'amico Jason Bateman.
Nel 2013 prende parte al cast del film campione d'incassi Il grande e potente Oz come attore e doppiatore. Il 24 aprile 2013 Braff ha iniziato una campagna con il sito Kickstarter per finanziare il suo nuovo film Wish I Was Here, basato sulla sceneggiatura scritta con il fratello Adam Braff.
A marzo 2015 entra nel cast del film di James Franco, In Dubious Battle - Il coraggio degli ultimi.
Sempre lo stesso anno, dirige i premi Oscar Morgan Freeman, Michael Caine ed Alan Arkin, nel remake di Insospettabili sospetti, uscito nelle sale americane il 16 dicembre 2016.

## Vita privata
Braff ha avuto una relazione con la cantante e attrice Mandy Moore dal 2004 al 2006.
Dal 2009 al 2014 l'attore ha avuto una relazione con la modella Taylor Bagley. Dal 2019 al 2022 ha frequentato l'attrice Florence Pugh.

## Filmografia

### Attore

#### Cinema
- Misterioso omicidio a Manhattan (Manhattan Murder Mystery), regia di Woody Allen (1993)
- Lionel on a Sunday, regia di Zach Braff - cortometraggio (1997)
- Getting to Know You - Cominciando a conoscerti (Getting to Know You), regia di Lisanne Skyler (1999)
- Endsville, regia di Steven Cantor (2000)
- Blue Moon, regia di John A. Gallagher (2000)
- Il club dei cuori infranti (The Broken Hearts Club: A Romantic Comedy), regia di Greg Berlanti (2000)
- La mia vita a Garden State (Garden State), regia di Zach Braff (2004)
- The Last Kiss, regia di Tony Goldwyn (2006)
- The Ex, regia di Jesse Peretz (2007)
- The High Cost of Living, regia di Deborah Chow (2010)
- Tar, di registi vari (2012)
- Il grande e potente Oz (Oz: The Great and Powerful), regia di Sam Raimi (2013)
- Effed!, regia di Renny Maslow - cortometraggio (2013)
- Wish I Was Here, regia di Zach Braff (2014)
- In Dubious Battle - Il coraggio degli ultimi (In Dubious Battle), regia di James Franco (2016)
- The Disaster Artist, regia di James Franco (2017) - cameo non accreditato
- C'era una truffa a Hollywood (The Comeback Trail), regia di George Gallo (2020)
- Il processo Percy (Percy), regia di Clark Johnson (2020)
- Un'altra scatenata dozzina (Cheaper by the Dozen), regia di Gail Lerner (2022)
- Sognando Marte (Moonshot), regia di Christopher Winterbauer (2022)
- A Little White Lie, regia di Michael Maren (2023)
- French Girl, regia di James A. Woods e Nicolas Wright (2024)

#### Televisione
- The Baby-Sitters Club - serie TV, episodio 1x11 (1993)
- CBS Schoolbreak Special - serie TV, episodio 12x02 (1994)
- Scrubs - Medici ai primi ferri (Scrubs) - serie TV, 175 episodi (2001-2010) - J.D.
- Natale con i Muppet (It's a Very Merry Muppet Christmas Movie), regia di Kirk R. Thatcher - film TV (2002)
- Arrested Development - Ti presento i miei (Arrested Development) - serie TV, episodi 2x17-3x09 (2005)
- Scrubs: Interns - webserie episodio 1x02 (2009)
- Cougar Town - serie TV, episodio 3x05 (2012)
- The Exes - serie TV, episodio 2x11 (2012)
- Undateable – serie TV, episodio 2x08 (2015)
- Alex, Inc. – serie TV, 10 episodi (2018)
- Bad Monkey – serie TV, 2 episodi (2024)

### Doppiatore
- Clone High - voci di Paul Revere e X-Stream Mike (2002)
- Chicken Little - Amici per le penne (Chicken Little), regia di Mark Dindal (2005) - voce di Chicken Little
- Chicken Little - videogioco (2005) - voce di Chicken Little
- Kingdom Hearts II - videogioco (2005) - voce di Chicken Little
- Chicken Little - Asso spaziale (Chicken Little: Ace in Action) - videogioco (2006) - voce di Chicken Little
- Il grande e potente Oz (2013) - voci di Finley
- Community – serie TV, episodio 5x01 (2014)
- BoJack Horseman - serie TV, 2 episodi (2017-2020) - voce di sé stesso
- Obi-Wan Kenobi – serie TV, episodio 1x03 (2022)

### Regista

#### Cinema
- La mia vita a Garden State (Garden State) (2004)
- Wish I Was Here (2014)
- Insospettabili sospetti (Going in Style) (2017)
- A Good Person (2023)

#### Televisione
- Scrubs - Medici ai primi ferri – serie TV, 7 episodi (2001-2009)
- Night Life – film TV (2008)
- Garage Bar – serie TV (2012)
- Ted Lasso – serie TV, episodio 1x02 (2020)
- Assolo – miniserie TV, 1 episodio (2021)
- Shrinking - serie TV, episodio 1x08 (2023)

### Sceneggiatore
- Lionel on a Sunday, regia di Zach Braff - cortometraggio (1997)
- La mia vita a Garden State (Garden State), regia di Zach Braff (2004)
- Garage Bar - serie TV (2012)
- Wish I Was Here, regia di Zach Braff (2014)
- A Good Person, regia di Zach Braff (2023)

### Produttore
- Wish I Was Here, regia di Zach Braff (2014)

## Riconoscimenti
- Golden Globe
  - 2005 – Candidatura per il miglior attore in una serie commedia o musicale per Scrubs – Medici ai primi ferri[7]
  - 2006 – Candidatura per il miglior attore in una serie commedia o musicale per Scrubs – Medici ai primi ferri[8]
  - 2007 – Candidatura per il miglior attore in una serie commedia o musicale per Scrubs – Medici ai primi ferri[9]
- Grammy Award
  - 2005 – Miglior colonna sonora compilation per i media visivi per La mia vita a Garden State[10]
- MTV Movie & TV Awards
  - 2005 – Candidatura per la miglior performance rivelazione maschile per La mia vita a Garden State
  - 2005 – Candidatura per il miglior bacio (condiviso con Natalie Portman) per La mia vita a Garden State[11]
- Premio Emmy
  - 2005 – Candidatura per il miglior attore protagonista in una serie comica o commedia per Scrubs – Medici ai primi ferri[12]

## Doppiatori italiani
Nelle versioni in italiano delle opere in cui ha recitato, Zach Braff è stato doppiato da:
- Alessandro Quarta in Scrubs - Medici ai primi ferri, La mia vita a Garden State, Cougar Town, Il grande e potente Oz, Wish I Was Here, Undateable, C'era una truffa a Hollywood, Il processo Percy, Un'altra scatenata dozzina, Sognando Marte, Bad Monkey, French Girl
- Davide Lionello in Misterioso omicidio a Manhattan
- Fabrizio Manfredi in Getting to Know You - Cominciando a conoscerti
- Roberto Gammino ne Il club dei cuori infranti
- Stefano Crescentini in The Last Kiss
- Gianfranco Miranda in Natale con i Muppet
- Federico Di Pofi in A Little White Lie

Da doppiatore è sostituito da:
- Gabriele Cirilli in Chicken Little - Amici per le penne, Chicken Little - Asso spaziale
- Alessandro Quarta ne Il grande e potente Oz (voce di Finley)
- Patrizio Cigliano in BoJack Horseman
- Luigi Rosa in Community
- Roberto Fidecaro in Obi-Wan Kenobi